# Parc naturel de l'Alta Valle Antrona
Le parc naturel de l'Alta Valle Antrona est une réserve naturelle située au Piémont.
Il se trouve dans la Val d'Ossola entre 500 m et 3 656 m d'altitude (Punta d'Andolla). Malgré l'exploitation minière la zone naturelle a été préservée.
Une grande partie du parc confine avec la Suisse. Il est géré par le parc naturel de l'Alpe Veglia-Alpe Devero.